# حاتم علی
حاتم علی (زادهٔ ۲ ژوئن ۱۹۶۲ – درگذشتهٔ ۲۹ دسامبر ۲۰۲۰) کارگردان، نویسنده و بازیگر اهل سوریه بود که مدرک خود در رشتهٔ هنرهای نمایشی را از مؤسسهٔ هنرهای نمایشی دمشق در سال ۱۹۸۶ میلادی دریافت کرد. حاتم علی توانست چندین فیلم در سوریه و مصر کارگردانی کند. او کار خود را با نوشتن فیلمنامه، داستان‌های کوتاه و درام شروع کرد. کارگردانی را با ساخت سریال «دایره آتش» در سال ۱۹۸۸ آغاز کرد و در دهه ۱۹۹۰ به ساخت فیلم‌های سینمایی روی آورد.
حاتم علی در بسیاری از کارهای سینمایی به عنوان کارگردان، نویسنده، مدیر تولید و بازیگر ظاهر می‌شد. سریال تاریخی عمر فاروق را می‌توان از مهم‌ترین مجموعه‌های کارگردانی‌شده توسط این کارگردان در نظر گرفت. او در ۲۹ دسامبر ۲۰۲۰ بر اثر سکتهٔ قلبی در هتلی در قاهره درگذشت.

## نویسندهٔ آثار
- فیلم طعم اللیمون (۲۰۱۱)
- برنامه تلویزیونی امرأة مع القانون (۱۹۹۸)
- برنامه تلویزیونی الحصان (۱۹۹۶)
- سریال القلاع (۱۹۹۸)
- فیلم أخر اللیل

## آثار کارگردانی‌شده
- مجموعه تلویزیونی المنتقم (۲۰۱۲ کارگردان هنری)
- مجموعه تلویزیونی عمر فاروق (۲۰۱۲ کارگردان و بازیگر)
- مجموعه تلویزیونی مطلوب رجال (۲۰۱۱ سرپرست کارگردان)
- مجموعه تلویزیونی الغفران (۲۰۱۱ کارگردان)
- فیلم «الولد» (۲۰۱۰ کارگردان)
- مجموعه تلویزیونی أبواب الغیم (۲۰۱۰ کارگردان)
- فیلم سیلینا (۲۰۰۹ کارگردان)
- مجموعه تلویزیونی صلاح‌الدین ایوبی (۲۰۰۱ کارگردان)

## تولیدکننده آثار
- مجموعه تلویزیونی مطلوب رجال (۲۰۱۱ تولیدکننده)
- مجموعه تلویزیونی أبواب الغیم (۲۰۱۰ مدیر تولید)
- مجموعه تلویزیونی کمدی مرسوم عائلی (۲۰۰۹ مدیر تولید)
- فیلم کوتاه عید میلاد (۲۰۰۹ تولیدکننده)
- مجموعه تلویزیونی صراع علی الرمال (۲۰۰۸ مدیر تولید)
- مجموعه تلویزیونی طوق الیاسمین (۲۰۰۸ مدیر تولید)
- مستند عراقیون فی المنفی (۲۰۰۸ تولیدکننده)
- فیلم کوتاه ۸ میلی‌متر دیجیتال (۲۰۰۸ تولیدکننده)

## بازیگری
- سریال ما بتخلص حکایتنا (۲۰۱۲)
- فیلم اللیل الطویل (۲۰۰۹)[۶]
- سریال أصوات خافتة (۲۰۰۹)
- فیلم کوتاه ۸ میلی‌متر دیجیتال (۲۰۰۸)
- سریال عصی الدمع (۲۰۰۵)
- سریال التغریبة الفلسطینیة (۲۰۰۴)
- سریال أقبیة الموت (۲۰۰۲)
- سریال قوس قزح (۲۰۰۱)
- سریال الرجل س (۲۰۰۰)
- سریال نوار (۲۰۰۸)
- سریال امانة فی أعناقکم (۱۹۹۸)
- سریال مرایا ۹۸ (۱۹۹۸)
- سریال بنت الضرة (۱۹۹۷)
- العبابید (۱۹۹۶)
- سریال الجوارح (۱۹۹۵)
- سریال نهارات الدفلی (۱۹۹۵)
- حوش المصاطب (۱۹۹۵)
- برنامه تلویزیونی منافسة شریفة (۱۹۹۴)
- سریال أبو کامل (۱۹۹۳)
- سریال أشیاء تشبه الفرح (۱۹۹۳)
- سریال طرائف أبی دلامة (۱۹۹۳)
- سریال أحلام مؤجلة (۱۹۹۲)
- سریال الخشخاش (۱۹۹۱)
- سریال هجرة القلوب الی القلوب (۱۹۹۰)
- فیلم موعد مع المجهول (۱۹۸۰)
- سریال کهف المغاریب (۱۹۹۰)